# Чеченско-Ингушка Аутономна Совјетска Социјалистичка Република
Чеченско-Ингушка Аутономна Совјетска Социјалистичка Република је била аутономна област и аутономна совјетска социјалистичка република у саставу Руске СФСР између 1934. и 1991. године.

## Историја
Чечено-Ингушетија је формирана од две бивше аутономне области, Чеченске и Ингушке. Првобитно је имала статус аутономне области, који је 1936. године уздигнут у статус аутономне републике. Између 1942. и 1943. регион су окупирале војне снаге Нацистичке Немачке, а након истеривања нациста, 1944. године, Стаљин наређује укидање Чечено-Ингушетије и депортацију њеног становништва. Републику је обновио Никита Хрушчов 1957. године, а чеченско-ингушком становништву је дозвољено да се врати. У време распада Совјетског Савеза, 1991—1992. године, република је подељена на фактички независну Ичкерију (данас Чеченија у саставу Русије) и Ингушетију.

## Демографија
Према попису из 1989. године, у републици су живели:
- Чечени (57,8%)
- Руси (23,1%)
- Ингуши (12,9%)